# Ellipteroides (Protogonomyia) limbatus
Ellipteroides (Protogonomyia) limbatus is een tweevleugelige uit de familie steltmuggen (Limoniidae). De soort komt voor in het Palearctisch gebied.